# Børge Kildal
Ejner Børge Kildal (født 28. juli 1915 i Åstrup, død 1988) var en dansk landmand og kommunalpolitiker, der var mangeårigt medlem af byrådet i Grenaa Kommune og borgmester samme sted fra 1976 til 1978, valgt for Venstre.
Børge Kildal voksede op på gården Grevelundsminde på Åstrupbakken tæt ved Grenaa. Her mødte han sin hustru, Julie, som han blev gift med i 1945 og drev slægtsgården videre sammen med.
Han nåede at være aktiv i kommunalpolitik i mere end 30 år og blev den eneste Venstre-borgmester i kommunens 37-årige levetid.